# Eupanacra frena
Eupanacra frena är en fjärilsart som beskrevs av Swinhoe 1892. Eupanacra frena ingår i släktet Eupanacra och familjen svärmare. Inga underarter finns listade i Catalogue of Life.